# النجم الرياضي بالمتلوي
النجم الرياضي بالمتلوي فريق رياضي تونسي تاسس سنة 1950 يمثل مدينة المتلوي وينشط في عدة مجالات ك: كرة القدم، كرة اليد. اما عن فريق كرة القدم فهو يلعب في الرابطة التونسية المحترفة الأولى.
بعد حوالي 50 عام من تأسيسه صعد الفريق للمرة الأولى في تاريخه لكي ينافس في الدرجة الثانية وليفوز بها في نفس السنة ويضمن صعوده للدرجة المحترفة الأولى، و كان البوصيري بوجلال هو أول رئيس ساعد النجم الرياضي بالمتلوي للصعود في الرابطة المحترفة الأولى ، كما ينشط حاليا نجم المتلوي في الرابطة الأولى ويلعب مبارياته الرسمية على الملعب البلدي بالمتلوي.
تم انتخاب نجيب مستيري  ليكون الرئيس الجديد للفريق خلفا لرئيسه السابق محمد ديناري   والذي صعد معه الفريق للرابطة الأولى وبقي على راسه لمدة 4 مواسم متتالية.

## تاريخ الفريق
تاسس النجم الرياضي بالمتلوي سنة 1956 وهناك اختلاف حول تاريخ تاسيسه الصحيح فالبعض يقول في شهر جانفي والبعض يقول في جوان
اما عن مؤسسيه فهم مجموعة من محبي النجم الرياضي الساحلي الذي أخذ منه الاسم والترجي الرياضي التونسي الذي اخذت منه الوان الفريق.
احتل نجم المتلوي المرتبة الأولى في الرابطة الثالثة في موسم 2011-2012 وفي موسم 2012-2013 لعب النجم الرياضي بالمتلوي في الرابطة الثانية واحتل أيضا المرتبة الأولى بعد فوزه على جاره الجريدة الرياضية بتوزر وبذلك ضمن صعوده لرابطة المحترفة الأولى لأول مرة منذ تاسيسه.

## الملعب
يلعب نجم المتلوي مبارياته الرسمية في الملعب البلدي بالمتلوي الذي يتسع إلى ما بين 3500 و 4000 متفرج فقط وعلى ارضية عشب اصطناعي.
و يشارك النجم الرياضي بالمتلوي الملعب مع مواطنه المنجم الرياضي بالمتلوي الذي يلعب في رابطة الهواة

## الالقاب
- بطل الرابطة الثانية (مجموعة الجنوب - الغربي): 1956, 1957, 1959
- بطل الرابطة الثانية (مجموعة الوسط والجوب): 1962
- بطل الرابطة الثانية: 2013
- بطل الرابطة الثالثة (مجموعة الجنوب - الغربي): 1979, 1982
- بطل الرابطة الثالثة (مجموعة الجنوب): 2012
- بطل الرابطة الرابعة (مجموعة الجنوب): 2000, 2002

## أهم لاعبي الفريق الذين برز اسمائهم معه
- عماد المنياوي: لعب مع نجم المتلوي في الرابطة الثانية وصعد معها للاولى، انتقل إلى النادي الافريقي وفاز معها بالبطولة التونسية وسجل هدف في المباراة النهائية
- سليم المزليني: لعب مع نجم المتلوي وصعد معها إلى الرابطة الأولى وانتقل إلى شبيبة القيروان ومن ثم إلى النادي الرياضي الصفاقسي
- ياسين مرياح: انتقل من النجم الرياضي بالمتلوي إلى النادي الرياضي الصفاقسي ويلعب حاليا بمنتخب تونس لكرة القدم في خطة قلب دفاع

## وصلات خارجية
- صفحة النجم الرياضي بالمتلوي على موقع كوووة.
- الموقع الرسمي للجامعة التونسية لكرة القدم